# Crypsithyris miranda
Crypsithyris miranda är en fjärilsart som beskrevs av László Anthony Gozmány. Crypsithyris miranda ingår i släktet Crypsithyris och familjen äkta malar. Inga underarter finns listade i Catalogue of Life.